# Alpokalja
Alpokalja (ungerska: ungefär "foten av Alperna") är en bergskedja i Ungern, på gränsen till Österrike. Den ligger i den västra delen av landet, 190 km väster om huvudstaden Budapest.